# Maria Callani
Maria Callani, née le 15 août 1778 à Milan et morte le 9 février 1803 à Parme, est une portraitiste italienne, active au XVIIIe siècle à Milan et Parme, en Italie. 

## Biographie

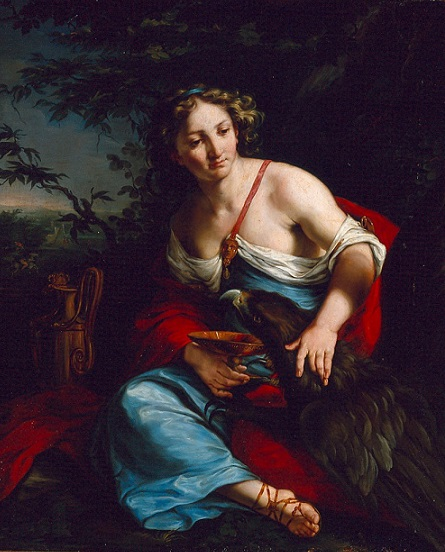
Maria Callani, Hebe et l'aigle, (1803), huile sur toile

Maria Callani naît le 15 août 1778 à Milan. Son père est l'artiste Gaetano Callani et sa mère est Angela Gerli, la sœur de l'architecte : Agostino Gerli. Son frère cadet Francesco Callani (1779–1844) est également portraitiste. 
Ses portraits comprennent des personnages notables comme la comtesse Chiara Mazzucchini Guidoboni de Viadana, Alessandro Sanvitale, it: Stefano Sanvitale et Fra Antonio Negroni. 
Elle meurt à l'âge de 24 ans de la tuberculose le 9 février 1803 à Parme. Ses œuvres se trouvent dans diverses collections de musées publics, dont la Galleria nazionale di Parma,, Museo Glauco Lombardi, il: Pinacoteca Stuard, entre autres. 